# 皮塔在戀愛
《皮塔在戀愛》（韓語：피타는 연애），為Rakuten Viki於2024年6月7日上線公開的是一部的韓國愛情電視劇，由南奎里、金玟錫和宋再臨主演。

## 劇情背景
故事環繞一名被迫參軍服役的南韓明星和一名北韓女兵之間的愛情。

## 演員

### 主演
- 南奎里 飾演 白英玉（백영옥）：少尉，朝鮮人民軍第八軍軍官[3]。
- 金玟錫 飾演 Lloyd（로이드）：知名南韓巨星，擁有眾多女粉絲[1]。
- 宋再臨 飾演 成在勳（성재훈）：朝鮮人民軍特種部隊軍官[2]。

### 常設
- 金正英 飾演 鄭金淑
- 全勝勳（전승훈）
- 朴賢淑（朝鲜语：박현숙 (배우)）
- 魯常泫：韓裔美國人，南韓特種兵[6]。
- 李正賢[7]
- 鄭鎮宇（정진우）
- 李信基[8]
- 李準赫
- 李润健
- 柳成禄
- 金基天
- 黄在烈

### 特别出演
- 金秀路

## 外部連結
- Viki上的《皮塔在恋爱》
- 《皮塔在戀愛》在HanCinema的页面（英文）